# Carolyne de Sayn-Wittgenstein
Pour les articles homonymes, voir Wittgenstein (homonymie) et Iwanowska.
Jeanne Élisabeth Carolyne de Sayn-Wittgenstein, née Iwanowska, est une princesse russo-polonaise, née le 8 février 1819 et morte le 8 mars 1887 à Rome.
Elle fut la compagne de Franz Liszt de 1847 à 1861.

## Famille
- Son père : Peter von Iwanowski, aristocrate polonais, riche propriétaire terrien.
- Sa mère : Pauline, née von Podowska.
- Son mari : Prince Nikolaus zu Sayn-Wittgenstein-Berleburg-Ludwigsburg (1812-1864), aide-de-camp du gouverneur de Kiev et fils cadet du feld-maréchal de l'armée impériale russe, le prince Ludwig Adolf Peter zu Sayn-Wittgenstein (1769-1843).
- Sa fille : Marie Pauline Antoinette (1837–1920), épouse du prince Konstantin zu Hohenlohe-Waldenburg-Schillingsfürst.

## Biographie

### Les premières années
Karolina Elżbieta Iwanowska naît le 8 février 1819. Elle vit au château de Woronińce, aujourd'hui Voronivtsi (Воронівці), en Ukraine, entre Kiev et Odessa, alors province de l'Empire russe.
En 1836, obéissant à son père, elle épouse le prince Nikolaus zu Sayn-Wittgenstein. Leur fille, la princesse Marie, naît le 18 février 1837.

### Près de Franz Liszt
En février 1847, elle rencontre Franz Liszt, alors en tournée à Kiev. En septembre de la même année, Liszt cesse son activité de pianiste virtuose pour se consacrer à la composition.
Le grand-duc de Saxe-Weimar-Eisenach offrant à Liszt le poste de maître de chapelle en « service extraordinaire », la princesse quitte la Russie avec sa fille et le rejoint à Weimar en avril 1848. Ils y vivent douze ans à l'Altenburg. Ils accroissent le rayonnement musical de la ville en invitant de nombreux musiciens, dont plusieurs fois Berlioz, qui entretient avec la princesse une correspondance de 1852 à 1867. Elle l'encourage notamment à écrire Les Troyens, qu'il lui dédie, ainsi qu'à Virgile (Divo Virgilio). Auparavant, Liszt lui avait déjà dédié la partition de son poème symphonique Les Préludes.
Associé aux nombreuses déceptions de Liszt à Weimar, le scandale entraîné par le fait que le compositeur vit avec une femme mariée les pousse à quitter cette ville.
En 1860, elle se rend à Rome pour obtenir l'annulation de son mariage. Après deux audiences pontificales, elle reçoit l'autorisation d'épouser Liszt. La cérémonie est fixée à Rome (église San Carlo al Corso) pour le 22 octobre 1861, jour des cinquante ans de Liszt. Mais la veille, la cérémonie est annulée. Liszt commence ce qu'il appellera plus tard sa « vie trifurquée » : il séjourne à Rome, à Budapest, puis aussi à Bayreuth sans cesser de faire de longs séjours à Weimar, au premier étage d’une maison où le grand-duc lui avait fait aménager quatre pièces : la Hofgärtnerei;.

### Les dernières années

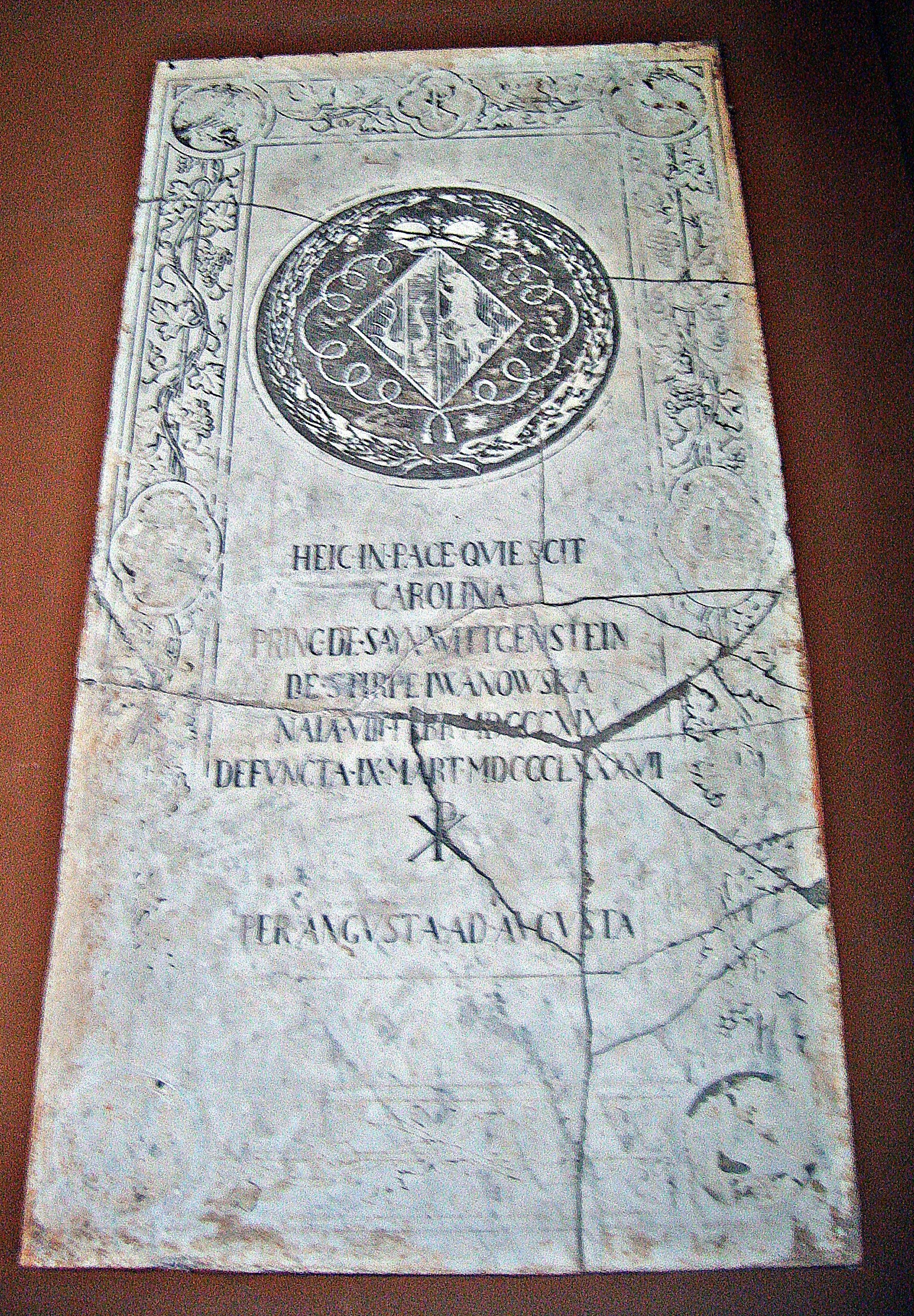
Tombe de la princesse de Sayn-Wittgenstein au cimetière teutonique de Rome.

La princesse, recluse dans son appartement de Rome (93 Piazza di Spagna, puis 89, via Babuino), se consacre aux études théologiques. Elle meurt huit mois après Liszt et est enterrée au cimetière teutonique de Rome.

## Œuvres
- Des causes intérieures de la faiblesse extérieure de l'Église, 24 vol, 1877. L'Église, après s'être donné le temps de la réflexion, l'inscrivit sur l'Index librorum prohibitorum de 1948].
- La Vie chrétienne au milieu du monde et en notre siècle. Entretiens pratiques recueillis et publiés par Henri Lasserre, Paris, 1895.
- Simplicité des colombes, prudence des serpents — Quelques réflexions suggérées par les femmes et les temps actuels[5].
- Émile Ollivier et Carolyne de Sayn-Wittgenstein, Correspondance, 1858-1887, introduction et notes d'Anne Troisier de Diaz, Paris, PUF, 1984, 384 p., 4 pl.
- « Cher et beau neveu ». Lettres de la princesse Carolyne de Sayn-Wittgenstein à Mieczysaw Kamieński (1855-1856), suivies du Journal de Mieczysław Kamieński (présentation et annotations par Marie-Paule Rambeau), Paris, Honoré Champion, 2013, 343 p. (ISBN 978-2-74532586-0)

### Sources
- Ernst Burger, Franz Liszt, préface de Alfred Brendel, (de) Paul List Verlag GMBH, 1986 ; (fr) traduit de l'allemand par Odile Demange, Fayard, 1988, (OCLC 19529834)
- Henri Maréchal, Rome, — Souvenirs d'un musicien, préface de Jules Claretie, Librairie Hachette et Cie, 1904. Un chapitre est consacré à « madame la princesse de Wittgenstein », p. 229-286. texte sur Gallica.